# Östergötlands runinskrifter 26
Ög 26 är en vikingatida runsten i Öster Skam, Östra Ny socken och Norrköpings kommun. 
Den är av granit och 1,5–1,6 meter hög och vid basen cirka 90 centimeter gånger 30 till 40 centimeter. Ristningen vetter åt sydsydväst. Runslingan följer kanten och är synlig framför allt på vänstra och högra sidan utom i övre högra hörnet där den är skadad. I mitten av runslingan finns ett kors. Runstenen står sannolikt i en stensättning och kan vara en del av ett monument med ytterligare en rest sten. Stenen restes åter upp 1942.

## Inskriften
Translitterering av runraden:
× anuntr × raisti × stain × þa-... ...ftiʀ × utr × sun × sin ×
Normalisering till runsvenska:
Anundr ræisti stæin þa[nnsi æ]ftiʀ Utr/Udd, sun sinn.
Översättning till nusvenska:
Anund reste denna sten efter Oda (Udd), sin son.